# Holbrookia approximans
Holbrookia approximans (плямиста безвуха ящірка) — вид ігуаноподібних ящірок родини фриносомових (Phrynosomatidae). Ендемік Мексики.

## Опис
Плямисті безвухі ящірки мають переважно сіро-коричневе забарвлення. Нижня частина тіла у них суцільно сіро-коричнева, а верхня частина тіла поцяткована чорними і білими плямками. Безпосередньо перед задніми ногами у них є чорно-білі смуги. У самців, як правило, білі смуги мають синій відтінок, у самиць він відсутній. Як і у всіх безвухих ящірок, у Holbrookia approximans відсутні зовнішні вуха.

## Поширення і екологія
Плямисті безвухі ящірки мешкають в штатах Коауїла, Чіуауа, Сан-Луїс-Потосі, Сакатекас, Дуранго, Сонора, Нуево-Леон, Агуаскальєнтес і Халіско. Вони живуть на піщаних луках, слабо порослих рослинністю. Ведуть денний спосіб життя. Полохливі, швидко тікають при наближенні. Живляться комахами.